# 3848 유리베이츠

3848 유리베이츠(3548 Eurybates, /jʊˈrˈbətiːz/ yə-RIB-ə-teez)는 그리스 측의 탄소질 목성 트로이군이자 유리베이츠 계열의 모체로, 직경이 약 68km(42마일)이다. 2027년 8월 루시 미션이 방문할 목표다. 1973년 2차 팔로마-라이덴 트로이 목마 조사 때 발견됐으며, 이후 그리스 신화에 나오는 에우리바테스의 이름을 따서 명명됐다. 이 C형 소행성은 알려진 목성 트로이 목마 중 가장 큰 60개 중 하나이며 회전 주기는 8.7시간이다. 유리베이츠는 2018년 9월 허블 우주 망원경이 촬영한 이미지에서 발견된 케타(Queta)라는 이름의 1km 크기 위성을 보유하고 있다.

## 발견
유리베이츠는 1973년 9월 19일 라이덴에서 네덜란드 천문학자 잉그리드와 코넬리스 반 호텐에 의해 미국 캘리포니아 팔로마 천문대에서 톰 게렐스가 촬영한 사진 건판에서 발견되었다. 1951년 괴테 링크 천문대에서 1954 CB로 처음 관측되었으며, 팔로마에서 공식 발견 관측되기 전 소행성의 관측 범위를 22년 연장했다. 1906년 막스 볼프(Max Wolf)가 588 아킬레스을 발견한 이후 그리스 진영에서 거의 4,600개의 천체를 포함해 7,000개 이상의 목성 트로이군이 이미 발견되었다.